# I Fall to Pieces
I Fall to Pieces è un singolo della cantante statunitense Patsy Cline, pubblicato il 30 gennaio 1961 come primo estratto dal secondo album in studio Patsy Cline Showcase.

## Descrizione
Scritto da Shane McAnally e Josh Osborne e prodotto da Owen Bradley, prima di essere registrato da Patsy Cline il singolo era stato rifiutato da Brenda Lee, che lo riteneva «troppo country» per il suo stile pop, e da Roy Drusky.

## Accoglienza
Nel 2004 Rolling Stone l'ha piazzata 238ª in una lista riguardante i 500 migliori brani musicali di sempre. Nella lista Songs of the Century della RIAA si è invece classificata al 107º posto.

## Tracce
Lato A
1. I Fall to Pieces – 2:47

Lato B
1. Lovin' in Vain – 2:14

## Altre versioni
Nel 1969 Diana Trask ha pubblicato come singolo una cover del brano, mentre nel 1994 una versione eseguita in duetto da Aaron Neville e Trisha Yearwood è stata inclusa nell'album Rhythm, Country and Blues e ha vinto il Grammy Award per la Miglior collaborazione country.

## Successo commerciale
I Fall to Pieces raggiunse la prima posizione della classifica country di Billboard sei mesi dopo la sua pubblicazione, diventando la prima numero uno di Patsy Cline e una delle canzoni ad impiegare più tempo per arrivare in vetta.

## Classifiche
| Classifica (1961) | Posizione massima |
| ----------------- | ----------------- |
| Stati Uniti       | 12                |